# 臺灣油脂
臺灣油脂株式會社為台灣日治時期的一家製油公司，本社位於台北市綠町，在台南市安平港設有臺南工廠，主要生產蓖麻、肥皂、蠟等油類加工品；其前身為1935年設立的的臺灣蓖麻殖產株式會社(日语：臺灣カストル殖產株式會社）。

## 介紹
蓖麻為原產於熱帶地區的一種經濟作物，其種子可以榨取製油，蓖麻油可用於醫藥和工業上，在精煉後可作為引擎潤滑油。根據臺灣總督府中央研究所的調查，台灣蓖麻單位面積的收穫量和油脂含量為全球之冠。但臺灣原本的蓖麻產量不高，主要自滿州國和爪哇進口原料，於是臺灣總督府自1937年8月提倡舉行全島農民栽培蓖麻之愛國運動，以全面增加臺灣的蓖麻產量。
在政府政策支持下，由宇野木忠於1934年8月發起設立「臺灣蓖麻殖產株式會社」，並在1935年3月6日正式設立，本社位於東京市麴町區丸之內，其執行董事為宇野木忠，董事為美濃部俊吉、廣瀨為久、穴水嘉三郎、瀇田捷彥，並由台南高等工業學校的應用化學教授佐久間巖擔任技術顧問。在考量原料與交通輸送區位後，選擇了臺南運河的西側入口處作為工廠地點（臺南市上鯤鯓153番地，現台南漁會魚市場一帶），在1935年11月13日動工建設，包含事務所、工廠、倉庫和社宅，總佔地約4,500坪。臺灣蓖麻殖產與農民契作種植蓖麻，而工廠一日（12小時作業）可榨油20噸，蓖麻油主要販售給日本陸軍在臺灣的各機場使用。1938年2月11日，臺灣蓖麻殖產株式會社改稱「臺灣油脂株式會社」。1944年4月，臺灣油脂株式會社與由中辻喜次郎新設於臺北市綠町的臺灣油脂株式會社合併。
二戰後，臺灣油脂株式會社由臺灣油脂工業股份有限公司接收，於1947年5月與其他相關公司合組編成「臺灣工礦股份有限公司」，而臺灣工礦股份有限公司再陸續將其下各部門分別出售。